# 죽란족
죽란족(竹蘭族, 학명: Sobralieae 소브랄리에아이[*])은 석곡아과의 족이다.

## 하위 분류
- 죽란속(Sobralia Ruiz & Pav.)
- Elleanthus C.Presl
- Sertifera Lindl. ex Rchb.f.